# Nagrade na svjetskim nogometnim prvenstvima
Na kraju svakog svjetskog prvenstva FIFA dodjeljuje nekoliko nagrada igračima i reprezentacijama koje su se istakle u određenim segmetnima koji se nagrađuju.

## Zlatna kopačka
Adidas Zlatna kopačka je nagrada koja se dodjeljuje najboljem strijelcu svjetskog prvenstva. Asisti služe kao konačna odluke tko će dobiti nagradu. Asisti se gledaju samo ako dva ili više igrača ima jednak broj golova. Nagrada je prvi put predstavljena 1982. u Španjolskoj:
| Svjetsko prvenstvo           | Najbolji strijelac | Broj golova |
| ---------------------------- | --- | ----------- |
| Urugvaj 1930.                | Guillermo Stábile (Argentina) | 8           |
| Italija 1934.                | Oldřich Nejedlý Angelo Schiavio Edmund Conen                                                                                              | 4(1)        |
| Francuska 1938.              | Leônidas (Brazil) | 7(2)        |
| Brazil 1950.                 | Ademir (Brazil) | 9(3)        |
| Švicarska 1954.              | Sándor Kocsis (Mađarska) | 11          |
| Švedska 1958.                | Just Fontaine (Francuska) | 13          |
| Čile 1962.                   | Garrincha (Brazil) Vavá (Brazil) Leonel Sánchez (Čile) Dražan Jerković (FNRJ) Valentin Ivanov (Sovjetski Savez) Flórián Albert (Mađarska) | 4           |
| Engleska 1966.               | Eusébio (Portugal) | 9           |
| Meksiko 1970.                | Gerd Müller (Zapadna Njemačka) | 10          |
| SR Njemačka 1974.            | Grzegorz Lato (Poljska) | 7           |
| Argentina 1978.              | Mario Kempes (Argentina) | 6           |
| Svjetsko prvenstvo           | Najbolji strijelac | Broj golova |
| Španjolska 1982.             | Paolo Rossi (Italija) | 6           |
| Meksiko 1986.                | Gary Lineker (Engleska) | 6           |
| Italija 1990.                | Salvatore Schillaci (Italija) | 6           |
| SAD 1994.                    | Hristo Stoičkov (Bugarska) Oleg Salenko (Rusija)                                                                                          | 6           |
| Francuska 1998.              | Davor Šuker (Hrvatska) | 6           |
| Južna Koreja i Japan 2002.   | Ronaldo (Brazil) | 8(4)        |
| Njemačka 2006.               | Miroslav Klose (Njemačka) | 5           |
| Južnoafrička Republika 2010. | Thomas Müller (Njemačka) | 5(5)        |
| Brazil 2014.                 | James Rodríguez (Kolumbija) | 6           |
| Rusija 2018.                 | Harry Kane (Engleska) | 6           |
| Katar 2022.                  | Kylian Mbappé (Francuska) | 8           |

## Zlatna lopta
Adidas Zlatna lopta je nagrada koja se dodjeljuje najboljem igraču:
| Svjetsko prvenstvo           | Zlatna lopta        | Srebrna lopta     | Brončana lopta        |
| ---------------------------- | ------------------- | ----------------- | --------------------- |
| Španjolska 1982.             | Paolo Rossi         | Falcão            | Karl-Heinz Rummenigge |
| Meksiko 1986.                | Diego Maradona      | Harald Schumacher | Preben Elkjær         |
| Italija 1990.                | Salvatore Schillaci | Lothar Matthäus   | Diego Maradona        |
| SAD 1994.                    | Romário             | Roberto Baggio    | Hristo Stoičkov       |
| Francuska 1998.              | Ronaldo             | Davor Šuker       | Lilian Thuram         |
| Južna Koreja i Japan 2002.   | Oliver Kahn         | Ronaldo           | Hong Myung-Bo         |
| Njemačka 2006.               | Zinedine Zidane     | Fabio Cannavaro   | Andrea Pirlo          |
| Južnoafrička Republika 2010. | Diego Forlán        | Wesley Sneijder   | David Villa           |
| Brazil 2014.                 | Lionel Messi        | Thomas Müller     | Arjen Robben          |
| Rusija 2018.                 | Luka Modrić         | Eden Hazard       | Antoine Griezmann     |
| Rusija 2022.                 | Lionel Messi        | Kylian Mbappé     | Luka Modrić           |

## Zlatna rukavica
Zlatna rukavica ili Nagrada Lav Jašin je nagrada koja se dodjeljuje najboljem vrataru prvenstva. Dijeli se od 1994., a nazvana je po pokojnom ruskom (sovjetskom) vrataru Lavu Jašinu. FIFA-ina komisija izabire vratara po njegovom nastupu na SP-u. Iako vratari imaju ovu nagradu samo za njihovu poziciju, mogu dobiti i Zlatnu loptu što se i dogodilo 2002., kada je Oliver Kahn dobio obje nagrade:
| Svjetsko prvenstvo           | Dobitnik nagrade Jašin |
| ---------------------------- | ---------------------- |
| SAD 1994.                    | Michel Preud'homme     |
| Francuska 1998.              | Fabien Barthez         |
| Južna Koreja i Japan 2002.   | Oliver Kahn            |
| Njemačka 2006.               | Gianluigi Buffon       |
| Južnoafrička Republika 2010. | Iker Casillas          |
| Brazil 2014.                 | Manuel Neuer           |
| Rusija 2018.                 | Thibaut Courtois       |
| Katar 2022.                  | Emiliano Martínez      |

## FIFA Fair Play nagrada
FIFA Fair Play nagrada dodjeljuje se momčadi koja je imala najmanje žutih i crvenih kartona na turniru. Samo momčadi koje su prošle skupinu ubrajaju se u kandidate za nagradu. Pobjednici ove nagrade dobivaju FIFA Fair play pokal i diplomu, a svaki igrač dobiva medalju i 50,000 $ vrijednu sportsku opremu.
| Svjetsko prvenstvo           | Dobitnik FIFA Fair play nagrade |
| ---------------------------- | ------------------------------- |
| SR Njemačka 1974.            | Poljska                         |
| Argentina 1978.              | Argentina                       |
| Španjolska 1982.             | Brazil                          |
| Meksiko 1986.                | Brazil                          |
| Italija 1990.                | Engleska                        |
| SAD 1994.                    | Brazil                          |
| Francuska 1998.              | Engleska Francuska              |
| Južna Koreja i Japan 2002.   | Belgija                         |
| Njemačka 2006.               | Brazil Španjolska               |
| Južnoafrička Republika 2010. | Španjolska                      |
| Brazil 2014.                 | Kolumbija                       |
| Rusija 2018.                 | Španjolska                      |
| Katar 2022.                  | Engleska                        |

## Najzanimljivija ekipa
FIFA-ina nagrada za Najzanimljiviju ekipu je relativno nova na natjecanjima. Subjektivno se dodjeljuje momčadi koja je pružila najbolju i najpozitivniju igru. Momčad se bira pomoću ankete koju ispunjavaju gledatelji i navijači.
| Svjetsko prvenstvo         | Najzanimljivija ekipa |
| -------------------------- | --------------------- |
| SAD 1994.                  | Brazil                |
| Francuska 1998.            | Francuska             |
| Južna Koreja i Japan 2002. | Južna Koreja          |
| Njemačka 2006.             | Portugal              |

## Najbolji mladi igrač
Gillette najbolji mladi igrač je nagrada koja se dodjeljuje igraču koji ima 21 ili manje godina. Prvu je dobio Lukas Podolski. Nagradu dobivaju igrači rođeni 1. siječnja 1985. ili kasnije. Nagrada je prvi put predstavljena na prvenstvu u Njemačkoj 2006.
| Svjetsko prvenstvo           | Najbolji mladi igrač |
| ---------------------------- | -------------------- |
| Njemačka 2006.               | Lukas Podolski       |
| Južnoafrička Republika 2010. | Thomas Müller        |

## Idealne momčadi
Od 1998. se idealna momčad prvenstva naziva "Mastercard All-Star Momčad". Mastercard All-Star momčad je momčad od 23 najbolja igrača koje je izabrala FIFA-ina komisija na završnici turnira. Prije SP-a 2006. u momčad su ulazili samo šesnaestorica najboljih igrača:
| Svjetsko prvenstvo         | Vratari                               | Braniči                                                                                                 | Veznjaci | Napadači                                                             |
| -------------------------- | ------------------------------------- | --- | --- | -------------------------------------------------------------------- |
| Francuska 1998.            | Fabien Barthez José Luis Chilavert    | Roberto Carlos Marcel Desailly Lilian Thuram Frank de Boer Carlos Gamarra                               | Dunga Rivaldo Michael Laudrup Zinedine Zidane Edgar Davids                                                    | Ronaldo Davor Šuker Brian Laudrup Dennis Bergkamp                    |
| Južna Koreja i Japan 2002. | Oliver Kahn Rüştü Reçber              | Roberto Carlos Sol Campbell Fernando Hierro Hong Myung-Bo Alpay Özalan                                  | Rivaldo Ronaldinho Michael Ballack Claudio Reyna Yoo Sang-Chul                                                | Ronaldo Miroslav Klose El Hadji Diouf Hasan Şaş                      |
| Njemačka 2006.             | Gianluigi Buffon Jens Lehmann Ricardo | Roberto Ayala John Terry Lilian Thuram Philipp Lahm Fabio Cannavaro Gianluca Zambrotta Ricardo Carvalho | Ze Roberto Patrick Vieira Zinedine Zidane Michael Ballack Andrea Pirlo Gennaro Ivan Gattuso Luis Figo Maniche | Hernan Crespo Thierry Henry Miroslav Klose Francesco Totti Luca Toni |